# Spinalia radians
Spinalia radians är en svampart som beskrevs av Vuill. 1904. Spinalia radians ingår i släktet Spinalia, ordningen Dimargaritales, divisionen oksvampar och riket svampar.   Inga underarter finns listade i Catalogue of Life.